# Morits Birgersson (Grip)
Morits Birgersson  (Grip), född 1547, död 1591 i Villnäs kapellförsamling, Finland, var ett svenskt riksråd och friherre till Vinäs och Tärna. Han var son till Birger Nilsson (Grip). Hans döttrar blev de sista levande medlemmarna av ätten Grip.

## Biografi
Morits Birgersson föddes 1547. Han var son till riksrådet Birger Nilsson (Grip) och Birgitta Joakimsdotter. Birgersson var från 1574 till 1580 hovjunkare. Han var från 1578 häradshövding i Hammarkinds härad.
Birgersson omtalas som hovjunkare hos Johan III (till exempel 1575 och 1576). Han utnämndes 31 mars 1585 till ståthållare på Hapsal, var 1587 hovmästare hos hertig Sigismund och redan 1589 riksråd. Samma år kom han jämte de övriga rådsherrarna genom händelserna i Reval i onåd, men förordnades mot slutet av 1590 till krigsöverste i Livland. 1591 företog han ett infall i Ryssland, men förlorade genom kölden en stor del av sitt manskap.
Birgersson avled 1591 på Villnäs slott i Villnäs kapellförsamling, Finland.

### Familj
Birgersson gifte sig 24 juli 1580 med Edla Stensdotter Lewenhaupt (1552–1586). Hon var dotter till riksrådet Sten Eriksson (Leijonhufvud) och Ebba Månsdotter (Lilliehöök).